# Evil Genius
Evil Genius es el título de un videojuego de estrategia y construcción desarrollado para PC por Elixir Studios y publicado por Sierra Entertainment a finales de 2004. Con una clara referencia en el estilo a las películas de James Bond y superagentes secretos de los 60, así como al concepto de genio maligno mostrado en Austin Powers. El juego introduce al jugador en el papel del líder de una organización criminal que desea hacerse con el control del mundo.
Contratando esbirros especializados en diferentes labores, el objetivo del jugador será, mediante el manejo de un genio maligno, construir una base del mal en el interior de una montaña, que será el centro de control desde el que se intentará dominar el mundo. En un ambiente que otorga un aire cómico al mal y a la violencia inspirado en las películas de Austin Powers, el jugador encontrará satisfacción en su malvada tarea y fácilmente se sentirá a gusto con el líder criminal que maneja.
A pesar de ciertas críticas acerca de la carencia de un sistema multiplayer y varios bugs que entorpecen la jugabilidad (algunos de ellos resueltos en un parche gratis para descargar), Evil Genius ha sido un juego alabado desde su lanzamiento por su originalidad y por la absorbente diversión que propone.